# تینچی استرایدر
تینچی استرایدر (انگلیسی: Tinchy Stryder؛ زادهٔ ۱۴ سپتامبر ۱۹۸۶) تهیه‌کننده موسیقی و هنرپیشه اهل بریتانیا است. وی از سال ۱۹۹۷ میلادی تاکنون مشغول فعالیت بوده‌است.